# Повітродувна машина
Повітроду́вна маши́на — пристрій для стискання й подачі повітря. За ступенем стискання вирізняють такі повітродувні машини: вентилятори (до 1,1), нагнітачі (понад 1,1 без проміжного охолодження повітря при стисканні), компресори (понад 2 з проміжним охолодженням повітря). Іноді повітродувну машину називають повітродувками (у чорній металургії) або дуттьовими пристроями (в котельних агрегатах).